# Bolbocoleon
Bolbocoleon, rod zelenih algi smješten u vlastitu porodicu Bolbocoleonaceae, dio reda Ulvales. Postoje dvije priznate vrste, obje su morske.

## Vrste
1. Bolbocoleon jolyi Yamaguishi-Tomita
2. Bolbocoleon piliferum Pringsheim